# Anonyx nugax
Anonyx nugax is een vlokreeftensoort uit de familie van de Uristidae. De wetenschappelijke naam van de soort is voor het eerst geldig gepubliceerd in 1774 door Phipps.